# Ichneumon ingae
Ichneumon ingae là một loài tò vò trong họ Ichneumonidae.